# Оґони
Оґони (пол. Ogony) — село в Польщі, у гміні Млинаже Маковського повіту Мазовецького воєводства.
Населення — 156 осіб (2011).
У 1975-1998 роках село належало до Остроленцького воєводства.

## Демографія
Демографічна структура станом на 31 березня 2011 року:
|          | Загалом | Допрацездатний вік | Працездатний вік | Постпрацездатний вік |
| -------- | ------- | ------------------ | ---------------- | -------------------- |
| Чоловіки | 84      | 25                 | 51               | 8                    |
| Жінки    | 72      | 14                 | 44               | 14                   |
| Разом    | 156     | 39                 | 95               | 22                   |